# آتشفشان میراوالایز
آتشفشان میراوالایز (به لاتین: Miravalles Volcano) یک کوه است که در کاستاریکا واقع شده‌است. آتشفشان میراوالایز ۲٬۰۲۸ متر بالاتر از سطح دریا واقع شده‌است.